# Пайшанба
Пайшанба (узб. Payshanba / Пайшанба — четверг) — городской посёлок, административный центр Каттакурганского района Самаркандской области Узбекистана.

## История
В 1926—1959 годах Пайшанба была центром Карадарьинского района.

## Население
По переписи населения в 1989 году в городе проживало 11 606 жителей. По переписи 2015 года — 32 568 жителей.